# هرمان غلاسر
هرمان غلاسر (بالألمانية: Hermann Glaser)‏ هو مؤرخ ثقافي ‏ ألماني، ولد في 28 أغسطس 1928 في نورنبرغ في ألمانيا، وتوفي في 18 يونيو 2018.

## وصلات خارجية
- هرمان جلاسر على موقع مونزينجر (الألمانية)